# 西岗乡
西岗乡是中国河南省鹤壁市淇县下辖的一个乡。

## 行政区划
西岗乡下辖：西岗村、臧口村、康庄村、石奶庙村、大李庄村、原庄村、闫村、枣园村、霍街村、马湾村、皇王庙村、留店寺村、卧鸾村、刘拐庄村、沙窝村、三角屯村、坡李庄村、包公庙村、郝街村、坡袁庄村、宋街村、秦街村、窦街村、小车村、姜庄村、大车村、罗园村、河口村、迁民村、纪庄村、辛庄村、宋庄村、江屯村、方寨村、马庄村、关庄村、余庄村。